# Association flamande de handball
L'Association Flamande de Handball (en néerlandais : Vlaamse Handbal Vereniging, VHV) est l'aile néerlandophone de l'Union royale belge de handball (URBH).